# Mártires de Constantinopla
Os Santos Mártires de Constantinopla são mártires, cujos nomes individuais não se conhece. Não se sabe, igualmente, quantos são. Foram mortos por ordem do bispo ariano Macedônio, durante o reinado do imperador Constâncio, em algum momento do século IV. Sua festa litúrgica é comemorada em 30 de março.